# The Prince and Betty
The Prince and Betty è un film muto del 1919 diretto da Robert Thornby. La sceneggiatura di Fred Myton si basa sul romanzo Il principe e Betty di P. G. Wodehouse pubblicato nel 1912. Prodotto dalla Jesse D. Hampton Productions, il film - che è ambientato nell'immaginario paese di Mervo - aveva come interpreti William Desmond, Mary Thurman, Anita Kay, George Swann, Walter Perry, Wilton Taylor, William De Vaull, Frank Lanning e, in un piccolo ruolo, Boris Karloff.

## Trama
John Maude, innamorato di Betty Keith, una ragazza della buona società, deve cercarsi un lavoro. Accetta così un'improvvisa offerta che gli viene fatta da Benjamin Scobell: quella di andare a Mervo, una piccola isola, per impersonare il principe di Mervo (di cui nessuno sa più niente), in modo da dare lustro e pubblicità con la sua presenza al casinò dell'isola che vuol diventare un'attrattiva internazionale in competizione con quello di Montecarlo. Scobell vuole anche che il giovane sposi la sua figliastra che si rivela essere proprio Betty. La ragazza, indignata, accusa John di non essere altro che un ciarlatano al servizio della casa da gioco. Lui, allora, chiude il casinò e cerca di organizzare una rivoluzione per rendere Mervo una repubblica. Gli abitanti dell'isola resistono, ma quando il presidente di Mervo ritorna per gestire lui stesso il casinò, Betty e John scappano insieme in America.

## Produzione
Il film fu prodotto dalla Jesse D. Hampton Productions.

## Distribuzione
Distribuito dalla Pathé Exchange, il film uscì nelle sale statunitensi il 21 dicembre 1919.

Il copyright del film, richiesto dalla Pathé Exchange, inc., fu registrato il 2 gennaio 1920 con il numero LU14585.
Non si conoscono copie ancora esistenti della pellicola che viene considerata presumibilmente perduta.